# 江啟臣
江啟臣（Johnny Chiang；1972年3月2日—），中華民國政治人物，中國國民黨籍，2012年起擔任立法委員，並自2024年起擔任立法院副院長。出生於臺中市豐原區，曾任教於東吳大學政治系，專長為国际政治经济学。2010年被任命為行政院新聞局局長後開始從政，立法委員任內曾任中國國民黨立法院黨團總召集人、立法院外交及國防委員會召集委員，並出任第10任中國國民黨主席（2020—2021年）。

## 早年及背景

### 家族
乾隆年間，原居廣東省潮州府潮阳县貴山都之先祖江敦厚，渡台至現今臺中市清水區開墾，子孫散居苗栗縣苗栗市、頭屋鄉、卓蘭鎮及臺中市新社區、豐原區。遠祖由福建省漳州府诏安县二都下刈（霞葛镇）入潮陽定居，屬客家民系。。
- 祖父：江水源（曾任臺中縣豐原市東陽里里長，年資42年）
- 父亲：江海泉
- 叔祖：江秋桂（曾任豐原市農會理事長）
- 堂叔：江春男（曾任國家安全會議副秘書長，現任中華文化總會副會長）
- 堂伯祖：江漢津（二二八事件受難者）

### 早年
江啟臣出生於臺中縣豐原鎮（今臺中市豐原區），就學於臺中縣豐原市瑞穗國民小學、臺中縣立豐南國民中學、臺灣省立臺中第一高級中學。高中畢業後，就讀國立政治大學外交學系，1994年毕业。服役時加入特種部隊，為陸軍航空特戰指揮部兩棲偵察營（海龍蛙兵），期間正逢台灣海峽飛彈危機，身處第一線（金門縣）作戰部隊。退伍後于1996年負笈美国，1998年在匹茲堡大學公共暨國際事務學院取得國際事務碩士學位，並于2002年在南卡羅來納大學取得國際關係博士學位。

## 學術生涯
取得博士學位後，江啟臣在母校南卡羅萊納大學擔任講師（2002年1月至5月）。回臺灣後，他在台灣經濟研究院國際處、中華台北APEC研究中心擔任副研究員（2002年7月－2003年7月），同時先後在中國海事專科學校國際貿易科（2002年9月－2003年6月）、國立政治大學外交學系（2003年2月－2003年6月）兼任助理教授。2003年7月起，他任教於東吳大學政治學系，擔任助理教授，並於2007年2月升為副教授。接專任教職後，其在台灣經濟研究院轉為兼任職。
他亦在學術刊物有編輯職，包括：亚太经济合作组织簡訊總編輯（2005年4月－）、Asia-Pacific Today總編輯（2005年5月－）、《Taiwanese Journal of WTO Studies》編輯委員。2006年9月至2008年5月，他擔任海峽交流基金會發行之《交流》雜誌之編輯委員。
江啟臣擔任中華歐亞教育基金會顧問（2003年3月－）、太平洋經濟合作理事會（PECC）中華民國委員會副秘書長（2005年9月－）。

## 早年政治生涯
2010年被馬英九政府延攬擔任行政院新聞局局長（有「少年胡志強」之稱），2012年辭去局長一職，代表中國國民黨投入台中市第八選區立委並當選，後於2016年、2020年、2024年連任。

## 立法委員
2011年，獲國民黨徵召，參選臺中市第八選舉區立法委員。他被視為原台中縣紅派人馬，引發黑派前縣議員車淑娟退出國民黨爭取競選，而親民黨則是推出資深議員陳清龍參選。由於泛藍陣營分裂，民進黨的郭俊銘原被看好，然而隔年江啟臣在立委選舉仍以8000票之差當選，並在對手故鄉東勢的五個行政區全數攻領先。
2016年，江啟臣在立委選舉與民進黨籍臺中市議員謝志忠競爭，以1475票之差距連任。
2020年，江啟臣在立委選舉與民進黨籍前臺中市議員翁美春競爭，結果在選區內所有行政區全數領先，並成為該屆得票率最高之國民黨籍參選者。
江啟臣2018至2019年間擔任中國國民黨立法院黨團總召集人。2024年2月1日，江啟臣被國民黨黨團提名推為立法院副院長候選人，經過兩輪投票後以54票簡單多數當選立法院副院長。

## 臺中市市長初選

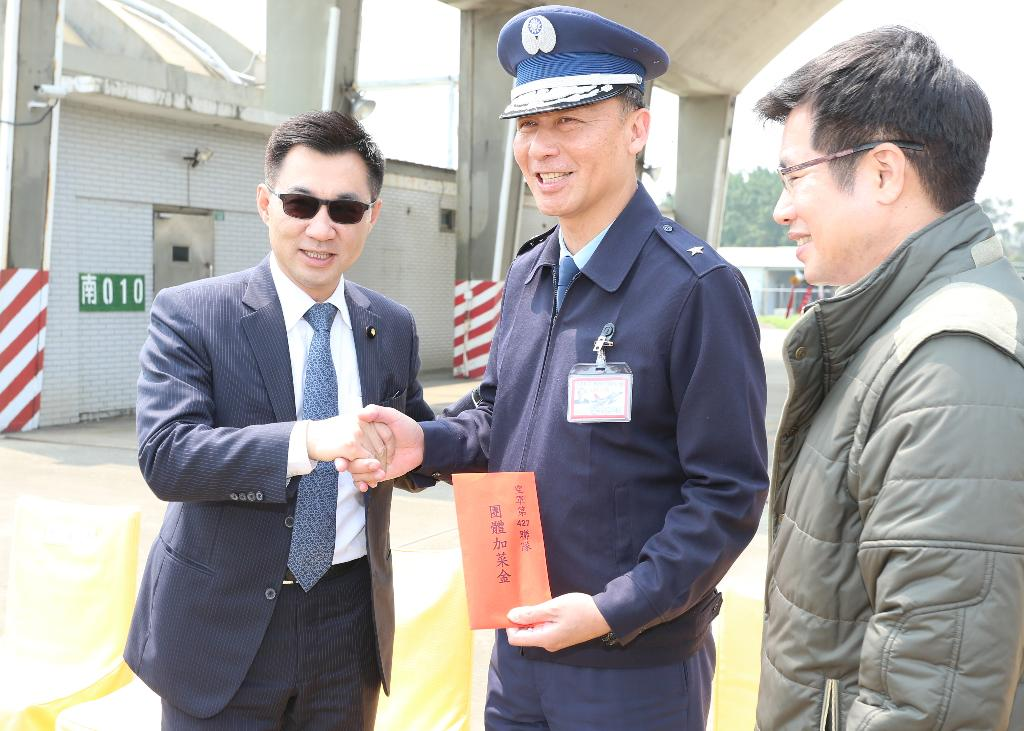
江啟臣考察空軍及漢翔航空

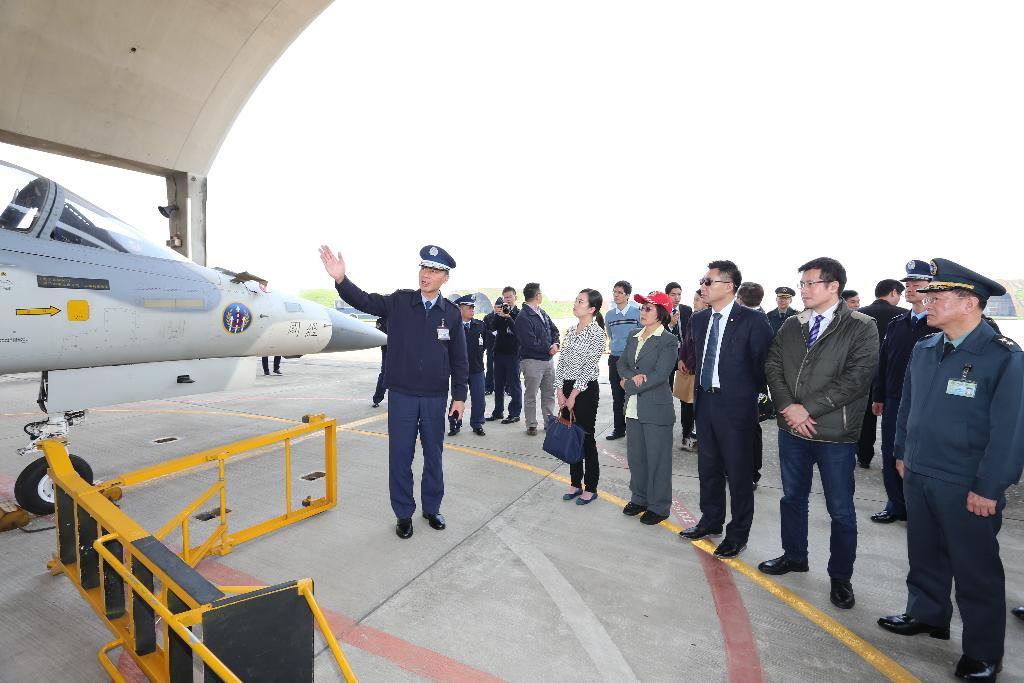
江啟臣考察空軍及漢翔航空

2017年10月31日，江啟臣宣布參選臺中市市長。2018年1月，中國國民黨提名協調小組邀集黨籍立法委員盧秀燕與江啟臣協調。會後轉述表示，黨中央決定採取「台東模式」不舉辦初選，由兩人分別選擇民調公司，加上共同推派第三家民調公司，以民調決定由誰出選。
2018年2月2日，江啟臣舉行市政發表會。前市長胡志強、前內政部長李鴻源、前交通部長葉匡時，前立委楊瓊瓔、時任立委林為洲、顏寬恒、馬文君、許毓仁及數十位藍營議員到場支持。
2018年2月9日，國民黨公布黨內初選民調結果：盧秀燕獲得50.308％支持率出線，與第二名的江啟臣49.692％民調僅相差約0.616％。儘管在誤差範圍內，江啟臣立即承諾輔選，表明尊重民調結果與提名機制。

## 國民黨主席
2020年繼續代表國民黨在立法委員選舉取得原選區勝利，因國民黨在總統選舉大敗以及立委選舉持續未過半，江啟臣1月13日率先辭去中常委，並呼籲中常委一同辭職負責，讓國民黨真正的反省與改革，隔日連任立委的蔣萬安、台北市議員徐弘庭、落選立委黃昭順、彰化縣議長謝典林、落選立委沈智慧、勝選立委楊瓊瓔都陸續跟進請辭中常委。1月25日宣布參與國民黨主席補選，並提出「核心價值」、「世代傳承」、「集體領導」、「深耕在地」及「街頭路線與議題深耕」五項黨務改革方向。3月7日以68.8%的得票率擊敗前副主席郝龍斌順利當選，成為國民黨就任時最年輕及首位以立法委員身分擔任主席的黨員。
2021年，江啟臣獲美國《時代雜誌》（全球版）評選，榮登時代百大人物的“領導人”榜
，同年9月的主席選舉中，因與回鍋參選的前主席朱立倫票源重疊，在棄保效應之下連任失利。

## 政策立場

### 臺灣主權與兩岸關係

#### 臺灣法律地位
江啟臣在2006年於臺灣國際法季刊上發表的論文「『一個中國』與中華民國的法律地位」中指出「國際社會絕對沒有否定臺灣成爲國家的權利，且國際社會也絕對不能強迫臺灣一定要成爲中國的一部分」、「任何領域的人民均有主權主張建立國家，所以臺灣人民不必先去證明臺灣不屬於中國或臺灣法律地位未定，然後才有權利主張建立一個國家」、「決定臺灣主權歸屬的權利，只能保留給臺灣人民」。因爲這一論文，時任行政院新聞局長的江啟臣在立法院被民進黨籍立法委員蔡煌琅質疑叛國，江啟臣則回覆「這是學理、理論」。

#### 國族認同
江啟臣認為：「中華民國憲法是兩岸關係中自我定位的共識，更該是朝野共識」，依據憲法，中華民國固有疆域包括大陸地區及台澎金馬；若要變動，就需要修憲；而「修憲所帶來的後果與代價，負責任的政黨與政治人物有責任要講清楚」。在身分認同上，江也認為一些包括宗教信仰等等原本就融合在生活與文化上的中華文化傳承，因為被政治化後，導致一些原本毋庸置疑的問題，成為了國家內耗的問題。在洪秀柱追問下，江啟臣明確表示：「我是台灣人，也是中國人」。他認為「九二共識」的內涵，就是擱置爭議、維持現狀、存異求同。

國民黨義務副秘書長柯志恩說，江啟臣的前提是，中國指中華民國，這部分被簡化後的新聞標題，變成是認同對岸（台灣綠營稱大陸地區為中國）。他坦言，確實也有很多人會希望江進一步澄清，若有機會，相信江主席會自己說明，以他的了解，江啟臣強調的是，自己是台灣人，也是中華民國的國民。

### 人權議題

#### 支持香港民主运动
2019年9月4日，江啟臣在会见香港眾志秘书长黄之锋及香港立法会议员朱凯迪时表示，支持港人平和理性，追求一个拥有民主自由法治保障的香港，也不希望这些朋友的诉求，在任何一个国家受到选举的操作。中华民国是主权国家，有自己的主体性，坚持两岸和平对话是我们最基本的态度，我们所做的，是进一步追求高品质的民主，作为香港及大陆地区的民主榜样，促进良性互动与渐进转型。

#### 投票權與參政權下修
2020年3月27日，中國國民黨黨團召開記者會，宣布已完成聯署並送案公民權年齡下修至18歲、被選舉權下修20歲的修憲案。江啟臣表示，過去國民黨常被說不重視年輕人、跟年輕人距離很遠，但國民黨今天在立法上展現對年輕人的態度，現在年輕人在新興議題的接受度、討論度、議題成熟度，搞不好超越年長世代，不僅有權利，更有責任參與國家社會的未來，與其讓他們在體制外抗議，不如讓他們成為自己的代議士，進入體制為自己的權利發聲。江啟臣也批評，執政黨過去口口聲聲要推動參政年齡下修，但到今天為止只有國民黨提出修憲版本，希望執政黨趕快回應年輕人訴求，也呼籲立法院長趕快召開朝野協商、成立修憲委員會，促成這件事。

### 其他

#### 反對刪除核四預算
江啟臣等47位立委票反對「刪除民國101年核四預算提案」，也投票反對「停止繼續興建核四廠，並依環境基本法規定推動台灣成為非核家園」之提案。

## 選舉紀錄
| 年度 | 選舉屆數             | 選舉區           | 所屬政黨   | 得票數 | 得票率 | 當選標記 | 備註 |
| ---- | -------------------- | ---------------- | ---------- | ------ | ------ | -------- | ---- |
| 2012 | 第八屆立法委員選舉   | 臺中市第八選舉區 | 中國國民黨 | 69,136 | 44.77% |          |      |
| 2016 | 第九屆立法委員選舉   | 臺中市第八選舉區 | 中國國民黨 | 72,024 | 49.62% |          |      |
| 2020 | 第十屆立法委員選舉   | 臺中市第八選舉區 | 中國國民黨 | 94,570 | 59.03% |          |      |
| 2024 | 第十一屆立法委員選舉 | 臺中市第八選舉區 | 中國國民黨 | 88,651 | 57.87% |          |      |

## 著作
- 《國際組織與全球治理概論》（台北：五南圖書，2011）
- 江啟臣口述，羅暐智撰稿：《破浪啟程》（台北：暖暖書屋，2021）

## 外部連結
- 江啟臣的Facebook專頁
- YouTube上的江啟臣頻道
- YouTube上的立法委員江啟臣頻道
- 江啟臣的Threads帳號 （页面存档备份，存于）
- 行政院新聞局 歷任局長江啟臣（民國99年2月24日~100年5月2日）